# Schneewinkelkopf
Schneewinkelkopf är en bergstopp i Österrike. Den ligger i distriktet Lienz och förbundslandet Tyrolen, i den centrala delen av landet. Toppen på Schneewinkelkopf är 3 476 meter över havet.
Den högsta punkten i närheten är Grossglockner, 3 798 meter över havet, 3,4 km sydost om Schneewinkelkopf.
Trakten runt Schneewinkelkopf består i huvudsak kala bergstoppar och isformationer.